# Courtney Atherly
Courtney Andrew Atherly (* 8. Februar 1948 in Georgetown; † 20. November 2000 in Guyhoc Park) war ein guyanischer Boxer.
Bei den British Commonwealth Games 1970 in Edinburgh gewann er im Bantamgewicht die Bronzemedaille. Atherly nahm an den Olympischen Sommerspielen 1972 im Leichtgewicht der Männer teil, wo er in der ersten Runde gegen den Mexikaner Antonio Gin verlor.